# Палласовский канал
Палласовский канал (также Палласовский магистральный канал) — оросительный канал в левобережье Волгоградской области, главная часть Палласовской обводнительно-оросительной системы.
Палласовская обводнительно-оросительная система в свою очередь является частью Волгоградской обводнительно-оросительной системы.
Строительство канала осуществлял трест «Заволжскводстрой».
Первая очередь оросительной системы была сдана в 1972 году
Своё начало берёт от левого берега реки Торгун на высоте 15 м над уровнем моря, примерно в 12 км от её устья в точке с координатами 50°10′02″ с. ш. 46°22′40″ в. д. далее идёт на юго-восток проходя мимо посёлка Торгунский (бывший г. Степной, недалеко от начала канала), у посёлка Красный Октябрь от канала отходит западная ветвь. Западная ветвь затем идёт строго на юг, проходя мимо посёлка Золотари и заканчивается у хутора Садчиков в Палласовском районе. Основная линия канала от посёлка Красный Октябрь идёт на юго-восток и в точке с координатами 49°50′59″ с. ш. 46°43′22″ в. д. разветвляется на восточную ветвь и Джаныбекскую ветвь. Джаныбекская ветвь идёт на юг, проходит мимо посёлков Комсомольский, Вишневка, Венгеловка, пересекает железнодорожную линию Красный Кут — Астрахань Приволжской железной дороги севернее станции Эльтон обеспечивает водой посёлок Эльтон. Далее вода канала доходит до станции Джаныбек, питая водой также посёлок при станции Кайсацкая. Восточная ветвь идёт на северо-восток, севернее разъезда Калашниковский пересекает Астраханскую линию Приволжской железной дороги и заканчивается немного южнее Палласовки оросительной сетью на полях 49°14′01″ с. ш. 46°48′27″ в. д..
Через Палласовский канал вода на договорной основе поставляется в Западно-Казахстанскую область.
Казахстанская часть Джаныбекской ветви Палласовского канала заканчивается в точке с координатами 49°11′37″ с. ш. 47°28′07″ в. д..